# Mahe (sockenhuvudort i Kina, Heilongjiang Sheng, lat 44,05, long 129,19)
Mahe (kinesiska: 马河, 马河乡) är en sockenhuvudort i Kina. Den ligger i provinsen Heilongjiang, i den nordöstra delen av landet, omkring 280 kilometer sydost om provinshuvudstaden Harbin. Antalet invånare är 17 085. Befolkningen består av 8 287 kvinnor och 8 798 män. Barn under 15 år utgör 11,0 %, vuxna 15-64 år 79 %, och äldre över 65 år 8,0 %.
Runt Mahe är det ganska tätbefolkat, med 54 invånare per kvadratkilometer. Närmaste större samhälle är Dongjingcheng, 7,8 km norr om Mahe. Trakten runt Mahe består till största delen av jordbruksmark.
Genomsnittlig årsnederbörd är 903 millimeter. Den regnigaste månaden är juli, med i genomsnitt 195 mm nederbörd, och den torraste är januari, med 6 mm nederbörd.